# 諾沃西爾基 (博亞爾卡市鎮)
50°18′23″N 30°4′12″E / 50.30639°N 30.07000°E

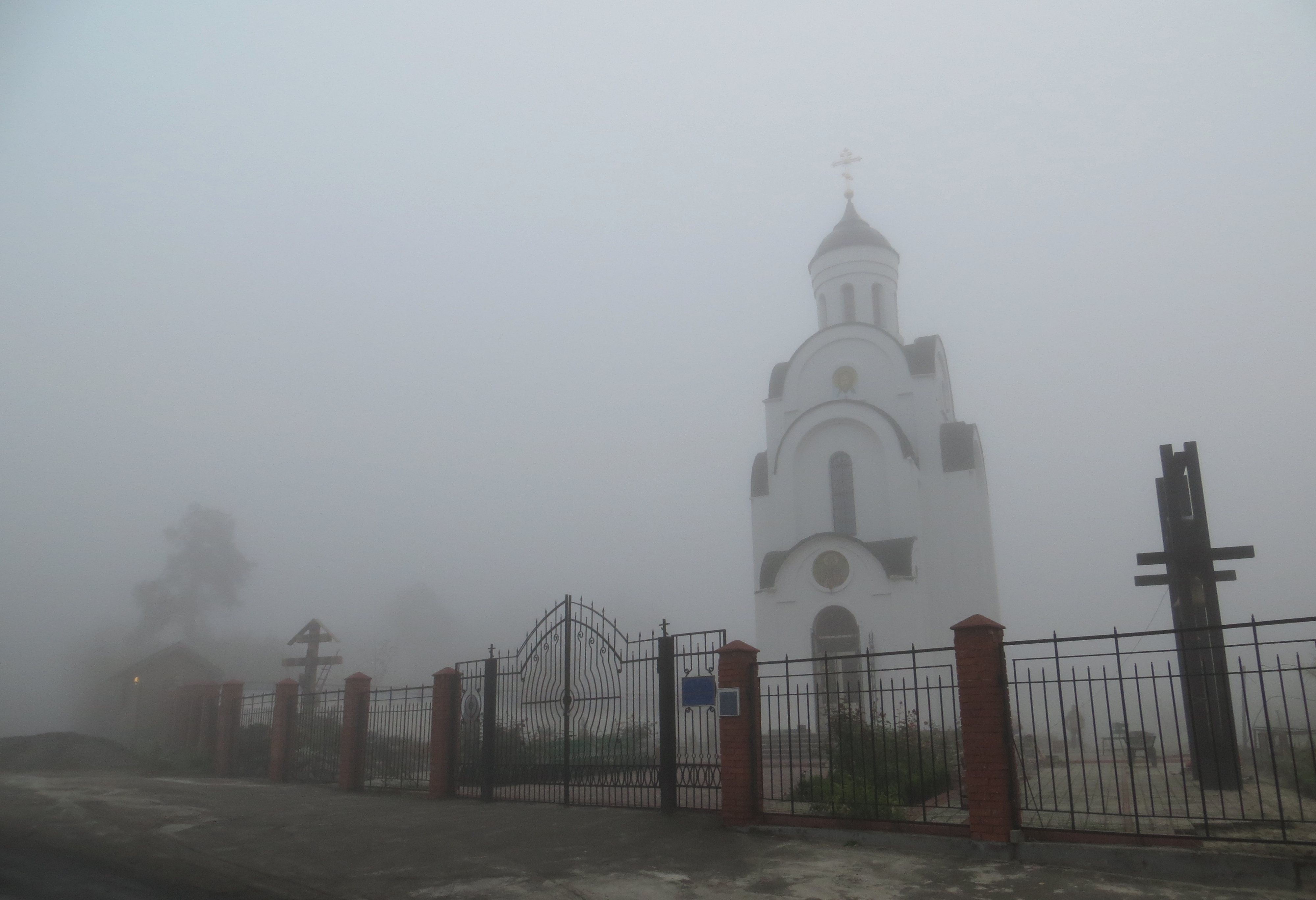
教堂

诺沃西爾基（烏克蘭語：Новосілки）是位於烏克蘭北部的村莊，由基辅州法斯蒂夫區的博亞爾卡市鎮負責管轄。該村始建於1415年，面積0.253平方公里，海拔高度137米，2001年人口941，人口密度每平方公里3,719.37人。